# Пенкино (Зарайский район)
Пенкино — деревня в Зарайском районе Московской области, в составе муниципального образования сельское поселение Гололобовское (до 28 февраля 2005 года входила в состав Гололобовского сельского округа). Деревня связана автобусным сообщением с райцентром и соседними населёнными пунктами.

## География
Пенкино расположено на севере района, в 10 км на север от Зарайска, на запруженной реке Уница, правом притоке реки Осётр, высота центра деревни над уровнем моря — 154 м.

## Население
| 2002 | 2006 | 2010 |
| ---- | ---- | ---- |
| 28   | ↘15  | ↗16  |

## История
Пенкино впервые в исторических документах упоминается в перечне прихода Радушинской церкви в 1616 году (ранее была вотчиной Донецкого Успенского монастыря). В 1790 году в деревне Панкина и Мышкина числилось 43 двора и 368 жителей, в 1858 году — 80 дворов и 380 жителей, в 1906 году — 80 дворов и 548 жителей. В 1929 году был образован колхоз «Светлый путь», с 1960 года — совхоз «Большевик».